# Offenburg (Familie)

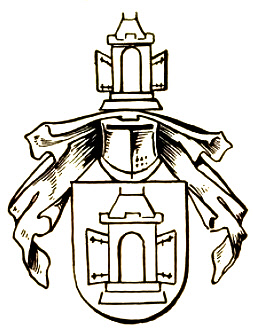
Wappen der Familie von Offenburg

Offenburg  ist ein altes Geschlecht, das wahrscheinlich aus einer im 13. Jahrhundert in Villingen belegten Bürgerfamilie abstammt und ab dem 15. Jahrhundert zum Basler Patriziat gehörte. Obwohl bereits im Jahr 1433 Henman Offenburg von Kaiser Sigismund die Ritterwürde erhielt, benannten sich die Familienmitglieder zunächst nur mit dem Namen Offenburg. Erst später fügten die Familienmitglieder ihrem Namen ein Adelsprädikat hinzu.

## Bekannte Namensträger
- Henman Offenburg (1379–1459), Ritter, Diplomat, Kaufmann, Oberstzunftmeister von Basel[2]
  - Petermann Offenburg (1408–1474), Herr zu Pratteln, Vogt zu Farnsburg, verheiratet mit Clara von Erzingen
    - Peter Offenburg (1458–1514), Ritter, Bürgermeister von Basel, verheiratet mit Juliana von Schönenberg
    - Hans Philipp von Offenburg der Ältere (1442–1480), Vogt zu Farnsburg, verheiratet mit Agnes von Laufen (1476–15xx)
      - Henman von Offenburg (14xx–1558), Ritter, Vogt zu Farnsburg, verheiratet mit Maria von Schlierbach (14xx–1533)
        - Hans Philipp von Offenburg (1499–1582), Landvogt auf Farnsburg, verheiratet mit 1.) Küngolt Hiltbrand († 1564), 2.) Margarete Wagner von Mülhausen, geb. von Rappenberger († 1570), 3.) Susanna Katharina Höcklin von Steineck(† 1626)
          - Barbara von Offenburg (1550–1631), verheiratet mit Theodor Brand dem Jüngeren (1559–1635), Herr zu Wildenstein und Enkel von Theodor Brand dem Älteren (1488–1558)
          - Henman (z. T. auch Hanman genannt) von Offenburg (1590–1633), Landvogt zu Hochberg und  Rötteln
          - Hans Heinrich von Offenburg (1581–1634), fürstlich-württembergischer Rath und Obervogt zu Nagold

Weitere Namensträger können in den Stammtafeln, die im Oberbadischen Geschlechterbuch von J. Kindler von Knobloch enthalten sind, nachgeschlagen werden.